# Albert & Herbert

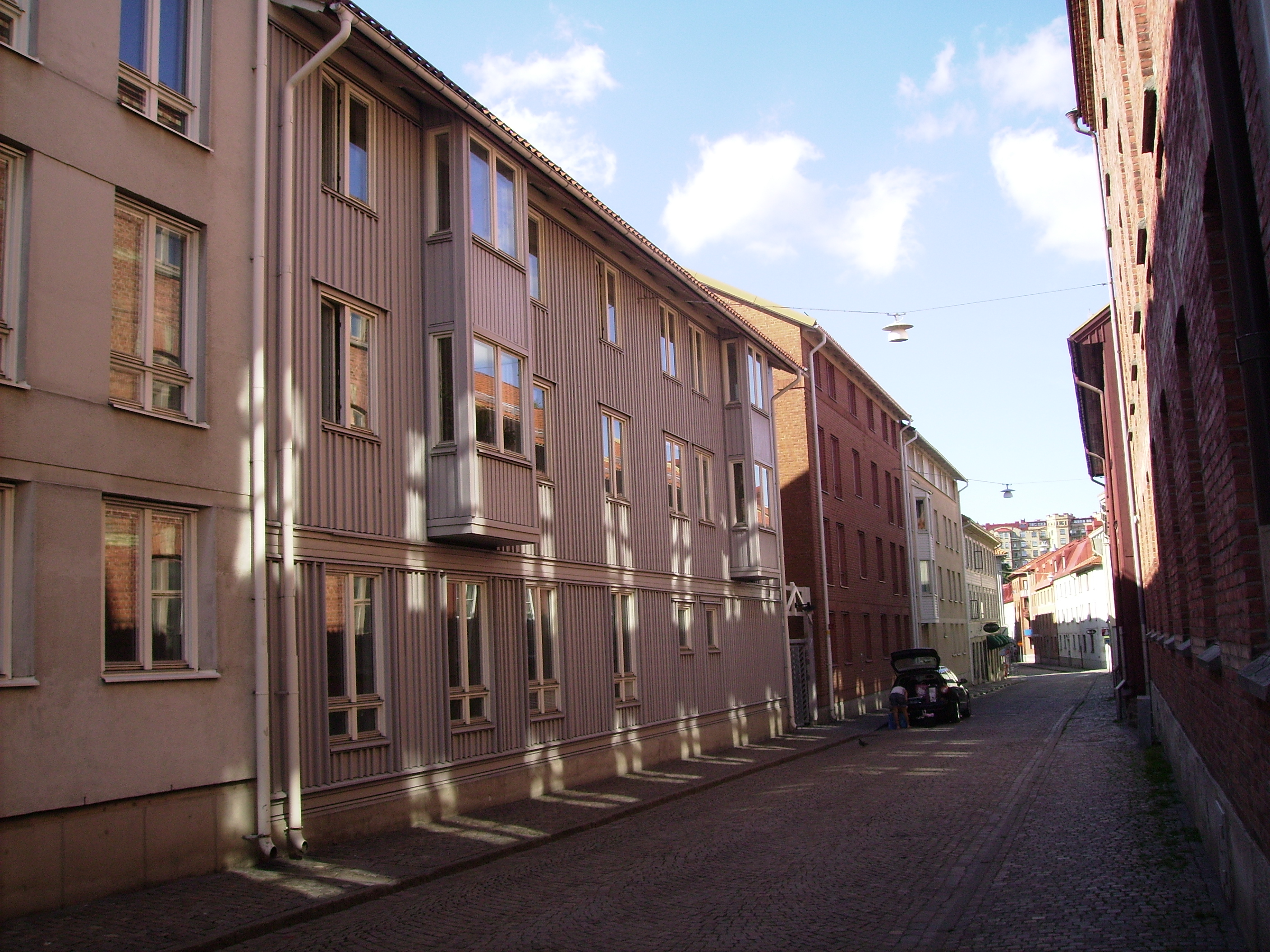
Skolgatan 15 i Göteborg.

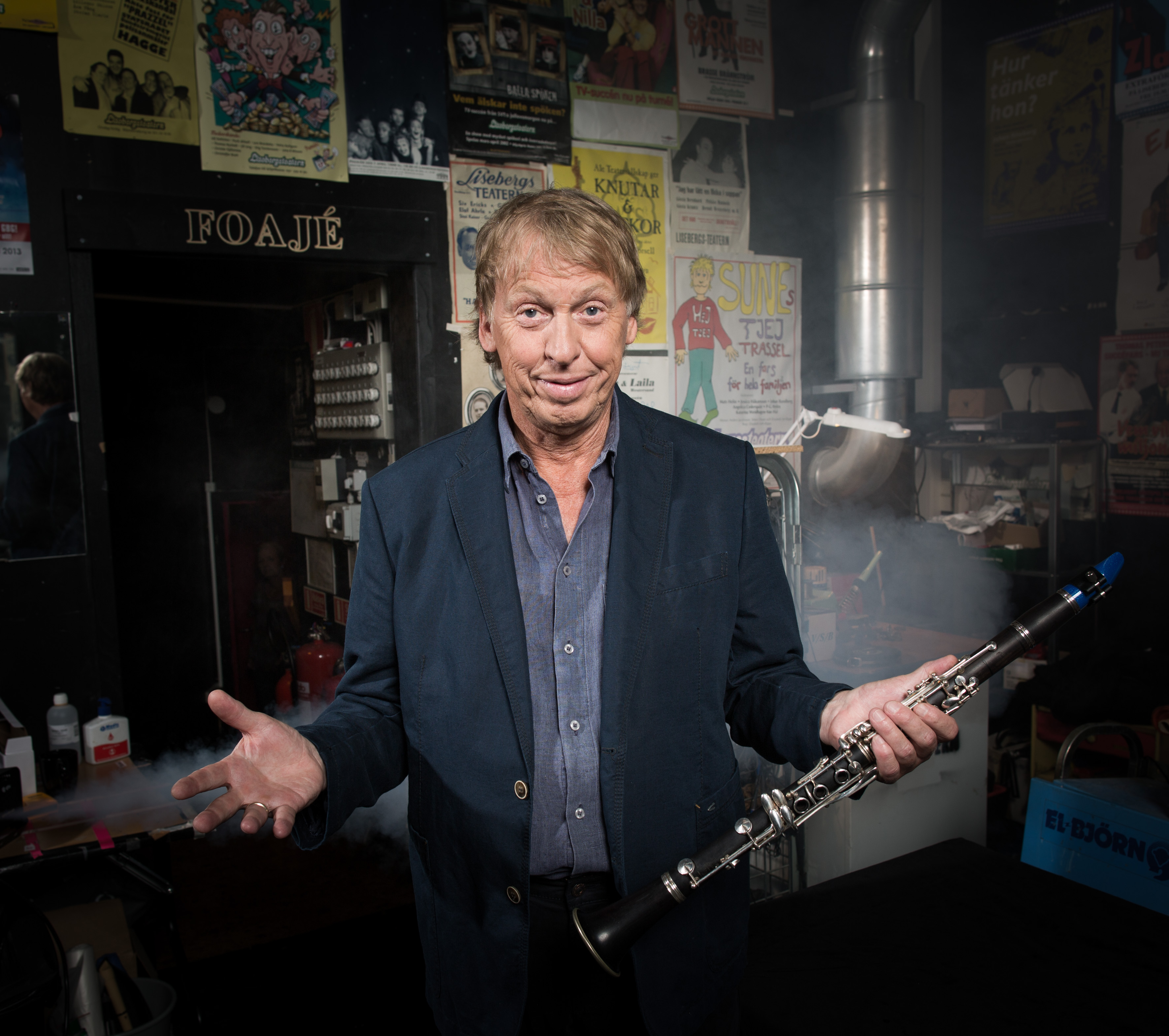
Sonen Herbert ("Hebbe lelle") spelades av Tomas von Brömssen. Foto från 2014.

Albert & Herbert är en svensk TV-serie, som började visas år 1974 på Sveriges Television. Komediserien handlar om den gamle skrothandlaren Albert och hans son Herbert som båda bor i en gammal träkåk i Haga i Göteborg. Albert spelas av Sten-Åke Cederhök, medan Herbert först spelades av Lennart Lundh. 1976 övertogs rollen av Tomas von Brömssen, som främst kommit att förknippas med karaktären. Handlingen kretsar till största delen om deras ansträngda relation; de kan inte leva med varandra och inte utan varandra, samt deras ständiga brist på pengar vilket leder till en mängd förvecklingar. TV-serien producerades 1974–1979 och återkom 1982 i form av SVT:s julkalender.

## Historik
I de sex första avsnitten, som visades 1974, spelades Herbert av skådespelaren Lennart Lundh. 1976 övertogs rollen av Tomas von Brömssen. Serien spelades in i flera omgångar fram till 1979. 1982 återkom de båda figurerna som huvudpersoner i årets julkalender i TV. Bo Hermansson regisserade samtliga avsnitt i serien inklusive julkalendern. Musiken skrevs av Sture Olsson. 
Sten-Åke Cederhök och Tomas von Brömssen gestaltade även de båda skrothandlarna på teaterscenen, bland annat i folklustspelet Mordet på Skolgatan 15 1983 och i revyn Sommarkvetter på Lisebergsteatern 1987. Efter Sten-Åke Cederhöks bortgång gjordes ett försök att återuppliva serien genom att Herbert fick en halvbror - Robert - spelad av Carl-Einar Häckner. Herbert & Robert sändes i fem avsnitt 1995.
Manuset till serien är en översättning av komikerparet Ray Galton och Alan Simpsons TV-serie Steptoe and Son som sändes på brittiska BBC 1962-1965 samt en andra period 1970-1973. Den amerikanska versionen, Sanford and Son, var en stor tittarsuccé i USA 1971-1977 och några avsnitt visades även i Sverige.
Sveriges skrothandlare protesterade i januari 1977 mot Albert & Herbert i tidningen Nordisk Skrottidning. Man kritiserade att programmet beskriver skrothandlare som "en person som saknar hyfs och bildning, lever som ett svin och uppträder som ett äckel".
Albert & Herbert är en av titlarna i Jan Gradvalls bok Tusen svenska klassiker från 2009.

## Avsnitt

### Säsong 1
I denna säsong spelades Herbert av Lennart Lundh.
| Nr i serien | Nr i säsongen | Titel                   | Originalvisning  |
| ----------- | ------------- | ----------------------- | ---------------- |
| 1           | 1             | "Ett eget hem"          | 16 januari 1974  |
| 2           | 2             | "Rånet"                 | 23 januari 1974  |
| 3           | 3             | "På heder och samvete"  | 30 januari 1974  |
| 4           | 4             | "Dela lika"             | 6 februari 1974  |
| 5           | 5             | "Tillökning i familjen" | 13 februari 1974 |
| 6           | 6             | "Auktionen"             | 20 februari 1974 |

### Säsong 2
Från och med denna säsong spelades Herbert av Tomas von Brömssen.
| Nr i serien | Nr i säsongen | Titel                 | Originalvisning  |
| ----------- | ------------- | --------------------- | ---------------- |
| 7           | 1             | "Röster från ovan"    | 10 oktober 1976  |
| 8           | 2             | "Får jag lov?"        | 17 oktober 1976  |
| 9           | 3             | "Hälsan framför allt" | 24 oktober 1976  |
| 10          | 4             | "Dumburken"           | 31 oktober 1976  |
| 11          | 5             | "Träfrackarna"        | 7 november 1976  |
| 12          | 6             | "Musikens makt"       | 14 november 1976 |

### Säsong 3
| Nr i serien | Nr i säsongen | Titel                                 | Originalvisning   |
| ----------- | ------------- | ------------------------------------- | ----------------- |
| 13          | 1             | "Betalas omgående"                    | 20 september 1977 |
| 14          | 2             | "På tu man hand"                      | 27 september 1977 |
| 15          | 3             | "Det är jag och lilla Frida"          | 4 oktober 1977    |
| 16          | 4             | "Man skall löga och tvätta sin kropp" | 11 oktober 1977   |
| 17          | 5             | "Nu är det jul igen"                  | 18 oktober 1977   |

### Säsong 4
| Nr i serien | Nr i säsongen | Titel                 | Originalvisning  |
| ----------- | ------------- | --------------------- | ---------------- |
| 18          | 1             | "Gökungen"            | 11 oktober 1978  |
| 19          | 2             | "Lefvande bilder"     | 25 oktober 1978  |
| 20          | 3             | "Semesterresan"       | 8 november 1978  |
| 21          | 4             | "Objudna gäster"      | 22 november 1978 |
| 22          | 5             | "En sorglig historia" | 6 december 1978  |

### Säsong 5
| Nr i serien | Nr i säsongen | Titel                             | Originalvisning  |
| ----------- | ------------- | --------------------------------- | ---------------- |
| 23          | 1             | "Ja må han leva"                  | 24 november 1979 |
| 24          | 2             | "De fattiga och de rika"          | 1 december 1979  |
| 25          | 3             | "Gammal man, gör så gott han kan" | 8 december 1979  |
| 26          | 4             | "Rum att hyra"                    | 15 december 1979 |
| 27          | 5             | "I nöd och lust"                  | 22 december 1979 |
| 28          | 6             | "En glad pensionär"               | 29 december 1979 |

### Herbert & Robert
(Carl-Einar Häckner som Robert)
- Begravningen (sänd 19 november 1995)
- Karate (sänd 26 november 1995)
- Hockeykväll (sänd 3 december 1995)
- Tjuven (sänd 10 december 1995)
- Jul i Haga (sänd 17 december 1995)[6]

### Övriga
- Albert & Herbert (Folkbuskspel på Lisebergsteatern 1981, visad i SVT 26 december 1981)
- Mordet på Skolgatan 15 (Folkbuskspel på Lisebergsteatern, visad i SVT 23 april 1984)
- Utbildningsfilm i sophantering. (För skolor från 1980-talet)

## DVD
Hela serien (inkl. julkalendern) finns utgiven på men bara ett avsnitt av Herbert och Robert finns med DVD.